# Baru Pusat Jalo
Baru Pusat Jalo is een bestuurslaag in het regentschap Bungo van de provincie Jambi, Indonesië. Baru Pusat Jalo telt 725 inwoners (volkstelling 2010).